# Estação São Miguel
A Estação São Miguel é uma estação de Veiculo Leve sobre Trilhos (VLT) localizada na Rua São Mateus, 21, no bairro São Miguel, no município de Caucaia, Brasil. Faz parte da Linha Oeste do Metrô de Fortaleza, administrado pela Companhia Cearense de Transportes Metropolitanos (Metrofor).
Localiza na divisa de Caucaia e Fortaleza a estação atende os bairros de São Miguel (Caucaia) e Genibau (Fortaleza).

## Histórico
A estação foi inaugurada dia 20 de fevereiro de 1982 juntamente com as estações Jurema e Conjunto Ceará.
Em 2010 a estação passou por uma reforma juntamente com as demais estações da Linha Oeste.

## Características
Seguindo o modelo das demais estações da Linha Oeste a estação São Miguel possui uma estrutura simples, composta por uma única plataforma central em alvenaria, coberta por um telhado de amianto sustentado por vigas de ferro localizadas ao centro da plataforma. Ao longo da estação estão distribuídos bancos de concreto e lixeiras. Seu acesso é realizado por meio de um bloco onde se localiza um pequeno bicicletário, catracas torniquetes para a saída e a bilheteria, onde o usuário após pagar o valor necessário tem acesso a uma rampa que o guia a plataforma.